# Circulatiemunt
Een circulatiemunt of omloopmunt (in het Engels soms Business Strike genoemd) is een munt of geldstuk dat in omloop circuleert als wettig betaalmiddel. Het is bedoeld als chartaal geld dat officieel bekendgemaakt wordt via publicatie. In België & Nederland verloopt dit via het Koninklijk Besluit en het staatsblad. Zo werd de 'Muntwet 2002' in Nederland op 9 mei 2019 gewijzigd (aan de hand van de Europese verordeningen van 2014) waarin bepaald wordt dat het begrip euromuntstukken wordt vervangen door het begrip circulatiemunten en herdenkingsmunten. Buiten de Eurozone hebben circulatiemunten dezelfde functie. Zo staat de USD voor de Amerikaanse circulatiemunt en GBP voor de Britse circulatiemunt. Dit principe geldt voor alle munteenheden.
Vóór de invoering van de euro waren muntstukken met oude valuta zoals Nederlandse Gulden, Belgische Frank, Duitse Mark de circulatiemunten, tot ze in 2002 werden ontmunt. Zodra een munt of valuta uit de handel wordt genomen is het geen circulatiemunt meer maar een oude munt. Dan heeft het alleen nog maar verzamelwaarde in de numismatiek zonder wettig betaalmiddel te zijn.

## Uitvoeringskwaliteit
Een circulatiemunt staat ook in het teken van een muntslagkwaliteit bij nationale en internationale munthuizen. Dit beschrijft de uitvoering en kwaliteit waaraan een geslagen munt moet voldoen. Er bestaan vier standaard uitvoeringskwaliteiten: Circulatiemunt, Brilliant Uncirculated, Prooflike en Proof. Munthuizen geven altijd circulatiemunten uit in opdracht van een land.
Het productieproces voor circulatiemunten wordt steeds toegepast in functie van de nominale waarde, waarbij de intrinsieke waarde nooit de nominale waarde en het geautomatiseerde productieproces mag overschrijden. Een circulatiemunt is de grootste gemene deler qua kwaliteit, snelheid en kostprijsbeheersing.
Naast circulatiemunten laat Europa, via verdragen, ook verzamelaarsmunten toe die niet bestemd zijn voor circulatie. Verzamelaarsmunten worden met aparte muntpers geslagen in een hogere muntslagkwaliteit dan circulatiemunten. Het zijn munten speciaal bedoeld voor verzamelaars.

## Aanmaakproces
Om de kostprijs te bedrukken worden circulatiemunten aangemunt aan een snelheid tussen 600 à 800 slagen per minuut en worden ze nadien volautomatisch geteld en in rollen verwerkt. Doordat het hele proces geautomatiseerd is kunnen circulatiemunten snel beschadigingen oplopen door het vallen in containers (bagmarks) of wrijvingsbeschadigingen vertonen door het tellen en inpakken ervan (contactmarks).
Na aanmunting vertonen circulatiemunten altijd de stempelglans. Muntplaatjes worden eerst goed gereinigd en ontvet om onzuiverheden te verwijderen. 1/100.000 muntplaatjes worden met het blote oog gecontroleerd. Lichte onzuiverheden en vervormingen worden toegelaten maar braampjes niet.

## Productiestempel
De stempel is vervaardigd uit chroom en wordt glanzend gepolijst aan de borstel met diamantpasta. De stempel wordt niet herpolijst of vervangen tijdens gebruik tenzij circulatiemunten niet (meer) voldoen aan de standaardeisen of na ongeveer 2 miljoen geslagen stukken. Sommige munthuizen bergen hun eerste geslagen circulatiemunten op in UNC-muntsets of UNC-muntrollen omdat nieuwe stempels een betere kwaliteit opleveren dan langere gebruikte stempels.

## Kwaliteitscontrole
Circulatiemunten mogen dan wel aangemunt zijn in de minst mogelijke muntslagkwaliteit of circulatiekwaliteit, het betekent daarom niet dat ze in slechte staat mogen verkeren na aanmunting. Sommige oneffenheden zijn (met vergrootglas dat tweemaal vergroot) wel waar te nemen aan het reliëf omdat circulatiemunten niet zo streng worden gecontroleerd hiervoor. Wat wel zeer streng wordt opgevolgd zijn braampjes aan de randen omdat circulatiemunten in onze handen terechtkomen.

## Staatsblad
Geld dat in België en Nederland in omloop wordt gebracht moet eerst verschijnen in het staatsblad anders is het geen geldige en wettig betaalmiddel. De verantwoordelijkheid en het distribueren van nieuwe circulatiemunten naar andere banken is alleen bevoegd door De Nederlandsche Bank en de Nationale Bank van België.